# Zoomania
Zoomania (dt. Tagline: Ganz schön ausgefuchst. Originaltitel: Zootopia) ist ein US-amerikanischer Computeranimationsfilm von Walt Disney Pictures, der am 3. März 2016 in die deutschen und einen Tag später in die US-amerikanischen Kinos kam. Der Film ist die 55. Produktion der Walt Disney Animation Studios. Er erhielt den Oscar 2017 für den Besten Animationsfilm.

## Handlung
In einer von anthropomorphen Säugetieren bewohnten Welt erfüllt sich Judy Hopps aus dem ländlichen Dorf Bunnyborrow in Nageria ihren Traum, als erster Hase Polizist zu werden. Nachdem sie als Jahrgangsbeste in der Polizeiakademie abgeschlossen hat, wird sie vom Bürgermeister Leodore Lionheart, einem Löwen, als neues Mitglied des Zoomania Police Departement (ZPD) vorgestellt. Polizeichief Bogo, ein Büffel, teilt sie jedoch nicht für die gegenwärtig laufenden Fahndungen nach 14 vermissten Säugetieren ein, sondern als Politesse, da er an ihrem Potenzial, eine echte Polizistin zu sein, zweifelt. Während einer ihrer Schichten trifft sie auf den Fuchs und Trickbetrüger Nick Wilde.
Judy wird während einer nächsten Schicht Zeuge eines Diebstahls bei einem Floristen, worauf sie den Dieb, ein Wiesel namens Herzog von Pitzbühl, verfolgt und festnimmt. Trotz ihres Erfolgs wird sie wegen Verlassens ihres Postens und Anstiftung zum Chaos, das während der Verfolgungsjagd entstand, daraufhin beinahe vom Dienst suspendiert. Das Erscheinen der Otterdame Mrs. Otterton, die Chief Bogo wegen ihres vermissten Mannes Emmett Otterton aufsucht, unterbricht allerdings die Suspendierung und Judy Hopps verspricht Mrs. Otterton, den Fall zu übernehmen. Als auch die zweite Bürgermeisterin Dawn Bellwether, ein Schaf, erscheint und davon erfährt, dass das Eingliederungsprogramm für kleine Säuger, das Judy ihre Ausbildung ermöglicht hat, die ersten Erfolge zeigt, bleibt Chief Bogo nichts anderes übrig, als Judy nicht zu entlassen. Er gibt ihr 48 Stunden, den Fall zu lösen, andernfalls solle sie kündigen – was Judy widerstrebend akzeptiert. In der Fallakte findet sie einen Hinweis, der sie zu Nick Wilde führt. Mit einem Trick bringt sie ihn dazu, ihr bei diesem Fall zu helfen.
Nachdem sie in der Kfz-Behörde, in der nur Faultiere arbeiten, erfahren konnte, auf wen ein verdächtiges Fahrzeug zugelassen ist, führt Judy und Nick die Spur zu Gangsterboss Mr. Big, einer Arktischen Spitzmaus. Mr. Big informiert das Paar darüber, dass Otterton, sein Florist, wild geworden sei und seinen Chauffeur Renato Manchas, einen schwarzen Jaguar, angegriffen habe. Judy und Nick suchen Manchas auf, der aussagt, dass für Ottertons plötzlich wildes Verhalten „Könige der Nacht“ verantwortlich gewesen seien, bevor er selbst unkontrollierbar wild wird und die beiden in Rage verfolgt. Judy ruft Verstärkung, aber als Bogo mit weiteren Polizisten ankommt, ist Manchas verschwunden. Bogo verlangt darauf Judys Dienstmarke, doch Nick verteidigt Judy. Er weist darauf hin, dass Judy noch zehn Stunden hat, um den Fall zu lösen. Anschließend machen sie sich gemeinsam auf den Weg.
Als Nick erkennt, dass die Straßenüberwachungskameras Manchas Verschwinden aufgezeichnet haben müssen, kontaktieren sie Dawn Bellwether. Sie beobachten auf den Aufzeichnungen seine Kidnapper, Timberwölfe, die Judy daraufhin für die erwähnten „Könige der Nacht“ hält. Judy und Nick lokalisieren Mr. Ottertons Standort in einem ehemaligen Krankenhaus, wo sie auch die anderen vermissten Säuger und Manchas finden. Sie alle sind Raubtiere, die genau wie Manchas wild geworden sind. Judy und Nick belauschen Bürgermeister Lionheart bei einem Gespräch mit Dr. Madge Honey Badger über den Zustand der Raubtiere, dessen Inhalt Lionheart aufgrund seiner eigenen Natur als Raubtier nicht veröffentlicht haben möchte. Judy filmt diese Unterhaltung, worauf sie und Nick aus dem Krankenhaus fliehen. Dieses wird von der Polizei umstellt und Bürgermeister Lionheart und Dr. Honey Badger werden verhaftet.
Wegen der im Verlauf der gemeinsamen Ermittlungen entstandenen Freundschaft mit Nick fragt Judy ihn, ob er dem Zoomania Police Department beitreten und ihr Partner sein möchte. Während der nachfolgenden Pressekonferenz erwähnt Judy, dass alle wild gewordenen Tiere nur Raubtiere seien und dass sie zu ihrem „natürlichen Instinkt“ zurückgekehrt seien. Nick, der als Fuchs selbst zu den Raubtieren zählt, lehnt aufgrund dieser Worte das Angebot, als ihr Partner zu arbeiten, ab und verlässt verletzt und über Judys Worte entsetzt das Gebäude. In den Wochen nach Abschluss des Falls werden weiterhin Raubtiere wild und Angst und Diskriminierungen gegenüber Raubtieren sind nun in Zoomania Alltag geworden. Die von Schuldgefühlen geplagte Judy kündigt ihren Job als Polizistin.
Zurück in Bunnyborrow erfährt Judy, dass bestimmte psychotrope Blumen im Volksmund auch „Könige der Nacht“ genannt werden. Judy kehrt zurück nach Zoomania und versöhnt sich mit Nick. Sie suchen Pitzbühl auf, der „Könige der Nacht“ für ein geheimes Labor gestohlen hatte. Beide finden das Labor mit Wissenschaftlern in einem alten U-Bahn-Wagen. Es sind alles Schafböcke, die an einem Serum arbeiten, das die Raubtiere wild macht und durch eine Pistole appliziert werden kann. Judy und Nick fahren mit dem U-Bahn-Wagen und den Beweisen Richtung ZPD, werden aber von den Böcken verfolgt.
Auf dem Weg zum ZPD verursachen sie mit dem U-Bahn-Wagen einen Unfall in einer U-Bahn-Station. Über diese erreichen sie ein Museum, in dem sie Bellwether begegnen, die versucht, die Beweise an sich zu nehmen. In der Erkenntnis, dass Bellwether die Drahtzieherin hinter einer großen Verschwörung ist, versuchen Judy und Nick zu fliehen. Dabei fallen Bellwether die Beweise in Form einer Pistole und dem Serum in die Hände. Um Judy zu beseitigen, schießt sie auf Nick in der Erwartung, dass dieser ebenfalls zur Bestie mutieren und Judy in diesem Zustand töten würde. Tatsächlich greift er diese an und drängt sie in eine Ecke. Bellwether, die dem Vorgang zuschaut, wird dabei von Judy durch gezielte Fragen dazu gebracht, ihre Verschwörung offenzulegen: Um die Mehrheit der Beutetiere in Zoomania gegen einen gemeinsamen Feind, nämlich die scheinbar grundlos zu wilden Bestien mutierenden Raubtiere, aufzubringen, hat sie das Serum entwickeln und regelmäßig gegen Raubtiere einsetzen lassen. Dies sollte Bürgermeister Lionheart, einen Löwen, aus dem Amt drängen und ihr eine dauerhafte Position an der Spitze von Zoomania sichern. Jedoch ist Bellwether auf einen Trick von Judy und Nick hereingefallen: Das Serum in der Pistole war bereits zuvor von Nick gegen eine harmlose Blaubeere ausgetauscht worden, und Judy hat die Eingeständnisse Bellwethers heimlich aufgenommen – Nicks Angriff auf Judy ist nur gespielt gewesen. In diesem Moment erscheint Chief Bogo zusammen mit einem Einsatzteam und verhaftet Bellwether und ihre Helfer.
Einige Monate später ist Judy wieder im Dienst. Die wild gewordenen Tiere sind durch ein Gegenmittel, das von Dr. Honey Badger entwickelt wurde, geheilt worden. Inspiriert vom Glauben, den Judy in ihn gesetzt hat, wird Nick der erste Fuchs als Polizist und Judys neuer Partner. Sie können einen Raser stellen, hierbei handelt es sich um Flash, ein Faultier, welches zuvor in der Kfz-Behörde noch sehr langsam gearbeitet hatte.

## Produktion

### Stab
Byron Howard und Rich Moore übernahmen die Regie des Films, die Arbeiten am Drehbuch wurden von Jared Bush und Phil Johnston übernommen. Der deutsche Animationsfilmer Matthias Lechner fungierte als künstlerischer Leiter und Art Director Environment des Films. Nach der Premiere des Films stellte Lechner auf seiner privaten Website eine große Auswahl von Konzeptzeichnungen zur Verfügung, die einen Einblick in die Entstehungsgeschichte des Films gewähren, teilweise jedoch wieder verworfen wurden.

### Alternativtitel
In den USA hat sowohl der Film als auch die titelgebende Stadt den Titel Zootopia (als Kofferwort aus Zoo und Utopie). In den meisten europäischen Ländern wurden der Film und die Stadt als Zootropolis bezeichnet (als Wortschöpfung aus Zoo und Metropole). Als ein möglicher Grund für die Umbenennung wird von der britischen Presse die Existenz einer in Europa eingetragenen Marke eines dänischen Zoos vermutet. In Deutschland wurde der Film unter dem Titel Zoomania veröffentlicht, der auch der Name der im Film dargestellten Stadt ist. Die Umbenennung bezieht sich sowohl auf den Filmtitel als auch auf sämtliche Einblendungen und hörbare Erwähnungen des Stadtnamens; im Bonusmaterial der DVD/Blu-ray wird jedoch der Originaltitel Zootopia verwendet.

### Filmmusik
Die Filmmusik wurde von Michael Giacchino komponiert. Der Soundtrack zum Film umfasst 22 Lieder und wurde am 4. März 2016 veröffentlicht. Er stieg im März 2016 auf Platz 8 in die Soundtrack-Album-Charts ein. Das von Shakira gesungene Lied Try Everything erreichte mit Platz 65 seine höchste Platzierung in den Billboard Hot 100. Im Dezember 2016 wurde der Soundtrack als Anwärter bei der Oscarverleihung 2017 in der Kategorie Beste Filmmusik in die Kandidatenliste (Longlist) aufgenommen, aus denen die Mitglieder der Akademie die offiziellen Nominierungen bestimmen. Das auf dem Soundtrack enthaltene Lied Try Everything wurde in die Longlist für den Besten Filmsong aufgenommen.
Titelliste des Soundtracks
1. Stage Fright
2. Grey’s Uh-Mad At Me
3. Ticket To Write
4. Foxy Fakeout
5. Jumbo Pop Hustle
6. Walk And Stalk
7. Not A Real Cop
8. Hopps Goes (After) The Weasel
9. The Naturalist
10. Work Slowly And Carry A Big Shtick
11. Mr. Big
12. Case Of The Manchas
13. The Nick Of Time
14. World’s Worst Animal Shelter
15. Some Of My Best Friends Are Predators
16. A Bunny Can Go Savage
17. Weasel Shakedown
18. Ramifications
19. Ewe Fell For It
20. Three-Toe Bandito
21. Suite From Zootopia
22. Try Everything – Shakira

### Synchronisation
Die deutsche Synchronisation entstand unter der Dialogregie von Manuel Straube und nach einem Dialogbuch von Marius Clarén durch die Synchronfirma FFS Film- & Fernseh-Synchron in Berlin.
Ebenfalls aufgeführt werden die anthromorphen Tiergestalten.
| Rollenname                              | Englische Synchronstimme           | Deutsche Synchronstimme                  | Tierart             |
| --------------------------------------- | ---------------------------------- | ---------------------------------------- | ------------------- |
| Judy Hopps                              | Ginnifer Goodwin Della Saba (jung) | Josefine Preuß Valentina Bonalana (jung) | Hase                |
| Nicholas „Nick“ P. Wilde                | Jason Bateman Kath Soucie (jung)   | Florian Halm Carlos Fanselow (jung)      | Rotfuchs            |
| Chief Bogo                              | Idris Elba                         | Oliver Stritzel                          | Kaffernbüffel       |
| Dawn Bellwether                         | Jenny Slate                        | Britta Steffenhagen                      | Schaf               |
| Benjamin Clawhauser                     | Nate Torrence                      | Daniel Zillmann                          | Gepard              |
| Bonnie Hopps                            | Bonnie Hunt                        | Antje von der Ahe                        | Hase                |
| Stu Hopps                               | Don Lake                           | Uwe Büschken                             | Feldhase            |
| Yax                                     | Tommy Chong                        | Frederick Lau                            | Yak                 |
| Bürgermeister Leodore Lionheart         | J. K. Simmons                      | Alexander Duda                           | Löwe                |
| Duke Weaselton (Originalfassung)        | Alan Tudyk                         | Armin Assinger                           | Wiesel              |
| Mrs. Otterton                           | Octavia Spencer                    | Marion Musiol                            | Otter               |
| Mr. Big                                 | Maurice LaMarche                   | Christian Brückner                       | Arktische Spitzmaus |
| Chauffeur Manchas                       | Jesse Corti                        | Baschi                                   | Schwarzer Panther   |
| Gazelle                                 | Shakira                            | Isabel Fernández Casas                   | Gazelle             |
| Kudu Radaumacher                        | Byron Howard                       | Davis Schulz                             | Kudu                |
| Oryx Radaumacher                        | Jared Bush                         | Ralph Ruthe                              | Oryx                |
| Flash                                   | Raymond S. Persi                   | Rüdiger Hoffmann                         | Faultier            |
| Nachrichtenmoderator Peter Moosebridge  | Peter Mansbridge                   | Steven Gätjen                            | Elch                |
| Nachrichtenmoderatorin Fabienne Growley | Fabienne Rawley                    | Özlem Evans                              | Schneeleopard       |
| Doug                                    | Rich Moore                         | Peter Sura                               | Schaf               |
| Walter Woolter (Originalfassung)        | John DiMaggio                      | Joachim Tennstedt                        | Schaf               |
| Jesse                                   | John DiMaggio                      | Marcel Collé                             | Schaf               |
| Gideon Grey                             | Phil Johnston                      | Martin Kautz                             | Rotfuchs            |
| Nangi                                   | Gita Reddy                         | Elisabeth von Koch                       | Elefant             |
| Priscilla                               | Kristen Bell                       | Antje Thiele                             | Faultier            |

### Veröffentlichung
Der Film kam am 3. März 2016 in die deutschen und einen Tag später in die US-amerikanischen Kinos. In China war der Film einer der 38 ausländischen Produktionen, die dort im Jahr 2016 gemäß einer Quote gezeigt werden durften.

## Rezeption

### Kritiken
Der Film konnte 98 Prozent der Kritiker bei Rotten Tomatoes überzeugen und erhielt hierbei eine durchschnittliche Bewertung von 8,1 der möglichen 10 Punkte. Vom American Film Institute wurde Zoomania im November 2016 in die Top-10-Liste der AFI Movies of the Year aufgenommen.
Kai Mihm von epd Film empfindet den Film als eine Parabel auf den Menschen, dessen Aussage über „Toleranz, […] Vorurteile und das Miteinander verschiedener Ethnien“ sehr gut in die aktuelle Zeit passe. Gegen Ende gerate der Film jedoch in eine ungute Nähe zu Rassenlehren, wenn „der gefährliche Jagdtrieb bei Raubtieren als ‚Teil ihrer DNA‘ erklärt“ werde: „Mit einer reichlich konstruierten, die tierische Biologie negierenden Auflösung kommt der Film von diesem dünnen Eis wieder runter. Hier zeigt sich, wie schnell das Fabelprinzip an seine Grenzen stößt.“ Zudem glaubt Mihm, „dass die Macher nicht recht wussten, wie sie ihre schöne Grundidee zu einem runden, dauerhaft unterhaltsamen Film ausbauen sollten.“
Martin Schwickert von Die Zeit hingegen empfindet den Film als „erfrischend vielschichtig“ und erkennt in Judy eine kindgerechte Identifikationsfigur, die zeige, dass man lernen könne, die eigenen Vorurteile gegenüber Raubtieren wie dem Fuchs abzulegen. Die im Film dargestellte Freundschaft von Nick und Judy leuchte die gegenseitigen Vorurteilsstrukturen differenziert aus. Schwickert erkennt im Film eine Metaphorik, die auf den aktuellen Zustand unserer Gesellschaft passe, und sieht Parallelen zu Pegida und den Vorfällen in der Silvesternacht in Köln, aber auch allgemein zur Rückkehr und politischen Ingebrauchnahme von Xenophobie und Rassismus. Von der Deutschen Film- und Medienbewertung wurde Zoomania mit dem Prädikat besonders wertvoll versehen. In der Begründung heißt es: „Auch und gerade visuell hat der Film eine Menge zu bieten: Fantasievoll ausgestattete Sets, jede Menge visuelle Gags sowie eine unglaublich dynamische Bildführung, die in raumgreifenden Fahrten nicht nur eine große Perspektivenvielfalt bietet, sondern die Vorteile einer künstlichen gegenüber der realen Welt voll ausschöpft. Die 3D-Technik unterstützt diese Erlebniswelt angenehm und ordnet sich der rhythmisch einwandfreien Erzählung jederzeit unter.“

### Einspielergebnis
Der Film legte den erfolgreichsten Kinostart in der Geschichte der Walt Disney Animation Studios hin. Am Eröffnungswochenende spielte der Film mehr als 75 Millionen US-Dollar in den nordamerikanischen Kinos ein und setzte sich damit auf Platz eins der Box-Office-Charts. Letztendlich belaufen sich die Einnahmen in Nordamerika auf über 341 Millionen US-Dollar, wodurch sich Zoomania dort auf Platz sieben der erfolgreichsten Filme des Jahres befand. Auch in Deutschland erreichte der Film mit 690.000 Zuschauern und Einnahmen von 6 Millionen Euro auf Anhieb Platz eins der Kino-Charts. Im Jahresranking der deutschen Kino-Charts lag der Film mit über 3,8 Millionen Besuchern auf Platz zwei der meistbesuchten Filme 2016. Ebenfalls sehr erfolgreich war der Film in China, wo er über 235 Millionen US-Dollar einspielen konnte und damit Platz zwei der dort erfolgreichsten Filme des Jahres belegt. Weltweit liegen die Gesamteinnahmen bei 1,02 Milliarden US-Dollar, wodurch sich der Film zum vierterfolgreichsten Film des Jahres 2016 entwickelte und derzeit hinter Die Eiskönigin – Völlig unverfroren, Minions, Toy Story 3 und Findet Dorie auf Platz 5 der erfolgreichsten Animationsfilme liegt. In der Liste der weltweit erfolgreichsten Filme belegt der Film Platz 50 (Stand: 31. Dezember 2024).

### Auszeichnungen (Auswahl)
Der Film erhielt eine Reihe von Auszeichnungen und Nominierungen, darunter eine Nominierung als Lieblingsanimationsfilm im Rahmen der Kids’ Choice Awards 2017, zwei Nominierungen im Rahmen der VES Awards 2017 und eine Auszeichnung bei den Hollywood Film Awards 2016 mit dem Hollywood Animation Award. Im Folgenden einige weitere Auszeichnungen und Nominierungen.
Annie Awards 2016
- Auszeichnung als Bester Animationsfilm
- Nominierung in der Kategorie Animated Effects in an Animated Production
- Nominierung in der Kategorie Character Animation in an Animated Feature Production
- Auszeichnung in der Kategorie Character Design in an Animated Feature Production
- Auszeichnung in der Kategorie Directing in an Animated Feature Production
- Nominierung in der Kategorie Production Design in an Animated Feature Production
- Auszeichnung in der Kategorie Storyboarding in an Animated Feature Production
- Auszeichnung in der Kategorie Voice Acting in an Animated Feature Production
- Auszeichnung in der Kategorie Writing in an Animated Feature Production
- Nominierung in der Kategorie Editorial in an Animated Feature Production[35][36]

British Academy Film Awards 2017
- Nominierung als Bester animierter Spielfilm (Byron Howard und Rich Moore)[37]

Critics’ Choice Movie Awards 2016 (Dezember)
- Auszeichnung als Bester animierter Spielfilm[38]

Golden Globe Awards 2017
- Auszeichnung als Bester Animationsfilm[39]

Golden Tomato Awards 2016
- Auszeichnung als bestbewerteter Animationsfilm[40]
- Auszeichnung als bestbewerteter Film, der weltweit in den Kinos anlief[41]

Grammy Awards 2017
- Nominierung in der Kategorie Bester Song geschrieben für visuelle Medien (Try Everything von Shakira)

Hollywood Music In Media Awards 2016
- Nominierung als Beste Filmmusik – Animationsfilm (Michael Giacchino)[42]
- Nominierung als Bester Song – Animationsfilm (Try Everything, gesungen von Shakira)[43]

Hollywood Professional Association Awards 2016
- Nominierung für die HPA Trophy in der Kategorie Outstanding Sound – Feature Film[44]

International Film Music Critics Association Awards 2016
- Nominierung als Beste Musik für einen Animationsfilm[45]

New York Film Critics Circle Awards 2016
- Auszeichnung als Bester Animationsfilm[46]

Oscar 2017
- Auszeichnung als Bester Animationsfilm

People’s Choice Awards 2017
- Nominierung als Beliebtester Film für den People’s Choice Award
- Nominierung als Beliebtester Familienfilm für den People’s Choice Award
- Nominierung als Beliebteste Animationsfilmstimmen für den People’s Choice Award (Ginnifer Goodwin und Jason Bateman)[47]

Producers Guild of America Awards 2017
- Auszeichnung als Bester animierter Kinofilm (Clark Spencer)[48]

Satellite Awards 2016
- Nominierung als Bester Animationsfilm[49]

Saturn Awards 2017
- Nominierung als Bester Animationsfilm[50]

Teen Choice Awards 2016
- Nominierung in der Kategorie Choice Song from a Movie or TV Show (Shakira für Try Everything)[51]

Bogey
- Bogey für mehr als 1.000 Zuschauer pro Kopie am Startwochenende in Deutschland[52]

## Fortsetzung
Am 9. November 2022 erschien mit Zoomania+ (OT: Zootopia+) auf Disney+ eine 6-teilige Spin-Off-Serie. 
Eine Fortsetzung des Films wurde am 8. Februar 2023 vom Disney-CEO Bob Iger angekündigt.  Die Fortsetzung wird am 26. November 2025 in die Kinos kommen.